# Afrine
Pour les articles homonymes, voir Afrin.
Afrine ou Afrin (arabe : عفرين nord levantin : [ʿAfrīn] ou [ʿIfrīn], kurde : Efrîn ou Afrîn, syriaque : ܥܦܪܝܢ) est une ville du nord-ouest de la Syrie, centre administratif du district du même nom, située dans le gouvernorat d'Alep.
La population du district est en 2004 de 172 095 habitants et celle de la ville est de 36 562 habitants. L'ensemble est nommé en référence à la rivière Afrin. La ville est officiellement contrôlée par l’armée nationale syrienne et l’armée turque.

## Géographie
Afrine se trouve à environ 30 km de la frontière turque, près de la Montagne des Kurdes (en arabe : كرد داغ , du turc Kürd Dağı, [à ne pas confondre avec جبل الاكراد, Jabal al-Akrad, un des noms traditionnels de la région du Sahyoun dans les montagnes côtières] et en kurde : Çiyayê Kurd).
La ville est également située à côté d'un pont qui traverse la rivière Afrin (coupant Afrin en deux) sur la route d'Alep.

## Toponymie
La rivière d'Afrin était connue sous le nom d'« Oinoparas » à l'époque séleucide, avant de prendre le nom romain d'« Ufrenus », d'où l'arabe vernaculaire nord-levantin tira le nom de ʿAfrīn puis d'Efrîn en kurde kurmandji.
Efrîn signifie littéralement « création féconde » ou « création sacrée » en kurde.

## Histoire

### Antiquité
Il subsiste des restes d'un royaume néo-hittite (âge du fer) à environ 8 km au sud de la ville à Ain Dara.
Dans un champ au nord-ouest de la ville a également été découverte une stèle louvite datant du IXe siècle ou VIIIe siècle av. J.-C. (connue comme la stèle d'Afrin) évoquant le dieu hourrite Teshub.
Passée successivement aux Achéménides, au royaume de Macédoine, puis aux Séleucides, la vallée d'Afrin est incorporée à la Syrie romaine à partir de 64 av. J.-C., puis fait partie du Califat omeyyade après les conquêtes musulmanes en 637.

### Moyen Âge
La région passe brièvement sous le contrôle des croisés de la Principauté d'Antioche en 1098, avant de retourner sous le joug de l'empire baharite en 1260, peu avant les invasions mongoles.

### Empire ottoman
En 1516, la région passe sous contrôle ottoman, et est incorporée à la province de Kilis.
Bien que la ville et sa vallée ne fassent pas partie des zones de peuplement originelles du Kurdistan, des Kurdes venant de la Turquie sont attestés dans la région depuis au moins le XVIIIe siècle, selon le document ottoman du Sancak des Kurdes.

### XXe siècle
Les tribus de la région sont les premières à manifester leur opposition lors de l'instauration du mandat français en Syrie en 1920. Les Français transforment la cité au rang de centre commercial.

### XXIe siècle
La ville est prise par les Unités de protection du peuple (YPG Kurdes) en 2012.
Devenue progressivement une enclave kurde durant le conflit syrien, l'armée turque (en guerre avec les YPG considérés comme « terroristes » par Ankara) pénètre dans la vallée le 21 janvier 2018 à 8h du matin lors d'une opération nommée « Rameau d’olivier », avec pour objectif d'établir une zone de sécurité d’une profondeur de 30 km à partir de la frontière entre la Turquie et la Syrie. Le 18 mars 2018 l'armée turque entre dans le centre de la ville avec l'Armée syrienne libre.
Le 28 avril 2020, un attentat est commis.
En octobre 2022, des combats éclatent entre différentes factions de l'Armée nationale syrienne. Hayat Tahrir al-Cham intervient alors et s'empare d'Afrine le 13 octobre, puis se retire.

## Éducation
En août 2015, l'Université d'Afrin est créée, disposant d'enseignements en littérature, ingénierie et économie, y compris des instituts de médecine, d'ingénierie topographique, de musique et de théâtre, d'administration des affaires ainsi que de langue kurde.

## Économie
L'olivier est le symbole d'Afrin, dont la région produit une part importante de la production du pays. L'huile d'olive pressée et le filage textile font partie des industries locales.